# Shōgi

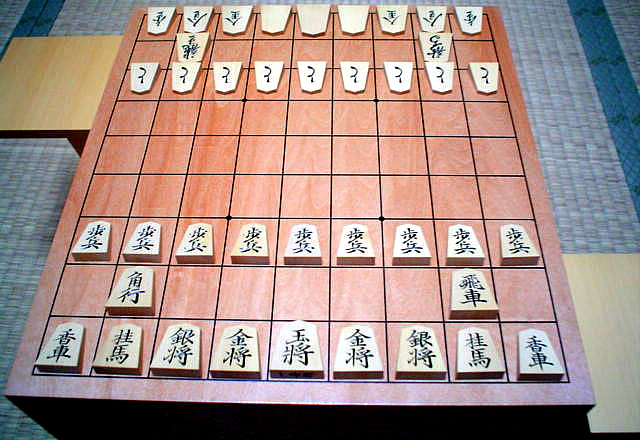
Plansza do gry; figury z przodu są ustawione jako stan początkowy, te w głębi są odwrócone

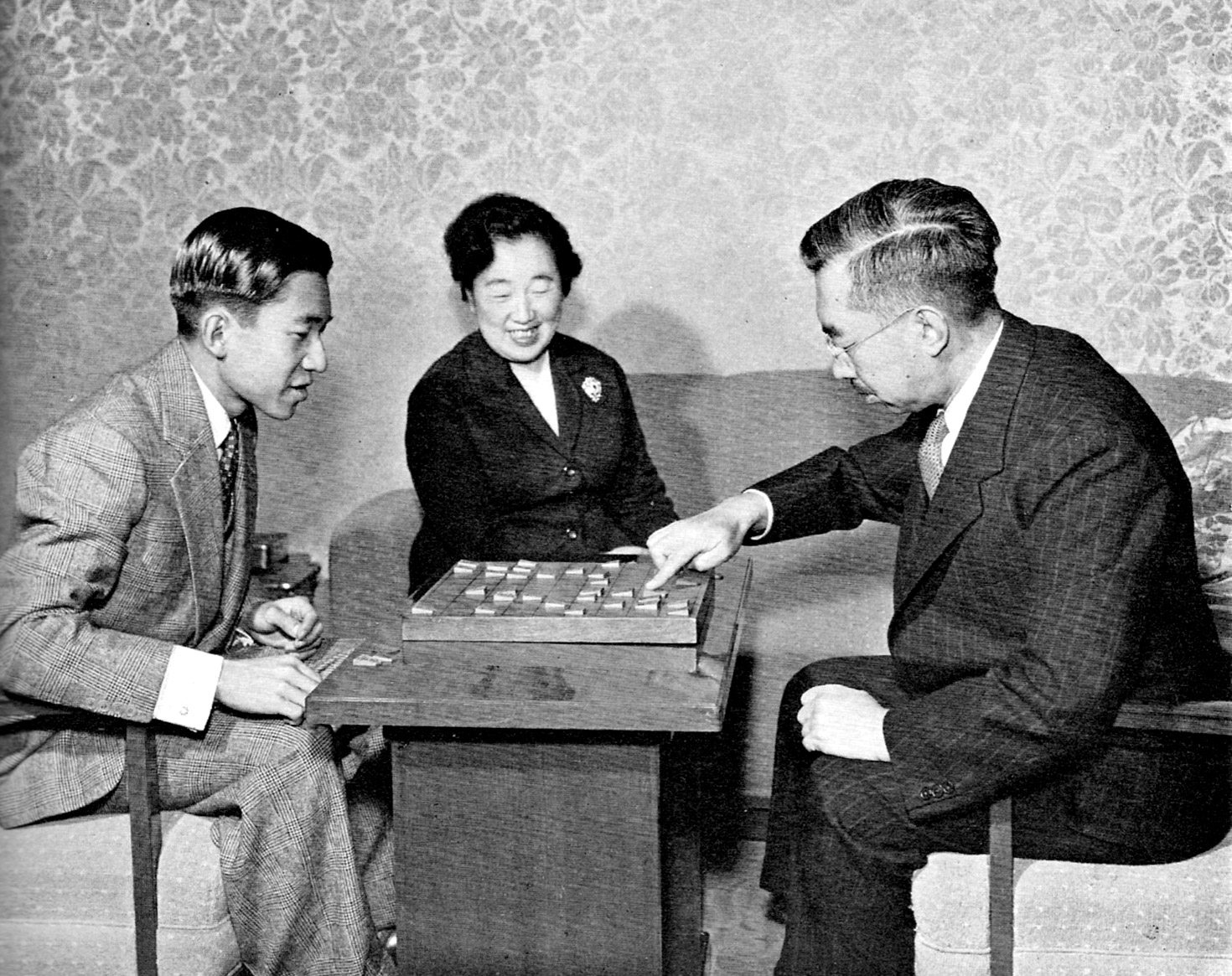
Cesarz Hirohito gra z ówczesnym księciem Akihito w towarzystwie cesarzowej Kōjun, 1955 r.

Sytuacja początkowa gry

Shōgi (jap. 将棋 shōgi; używany także zapis shogi lub siogi) – japońskie szachy rozgrywane na planszy 9×9. Charakterystyczną zasadą jest możliwość umieszczenia zbitych bierek z powrotem na planszy. Bierki są znacznie słabsze niż w szachach międzynarodowych.

## Cel gry
Celem gry jest zbicie króla przeciwnika. Gracz nie ma obowiązku informowania o szachu na królu przeciwnika i gdy ten takiego ruchu nie zauważy, grę można zakończyć poprzez zbicie króla.

## Wyposażenie gry
Gra rozgrywana jest przez dwóch graczy na polach planszy o 9 rzędach i 9 kolumnach.
Każdy z graczy ma do dyspozycji po 20 bierek na kształt klina z nieznacznie różniącymi się wymiarami. Figury przeciwnika rozróżniane są jedynie na podstawie kierunku, który wskazywany jest przez ich czubki.
Na początku gry każdy z graczy ma do dyspozycji poniższe bierki:
- 1 króla
- 1 wieżę
- 1 gońca
- 2 złotych generałów
- 2 srebrnych generałów
- 2 skoczki
- 2 lance
- 9 pionków

Czasami zamiast słowa lanca używa się też określeń pikinier lub oszczepnik, gońca nazywa się słoniem, wieżę rydwanem, a pionka piechurem.

## Remis
Remisy są bardzo rzadkie w shogi (~1% gier na poziomie zawodowym). Następują w wyniku powtórzenia się ruchów (sennichite) lub ucieczki królów do strefy przeciwnika bez możliwości zadania mata (jishōgi – impas).
W przypadku impasu liczy się punkty według schematu: wieża i goniec po 5 punktów, pozostałe bierki, oprócz króla po 1 punkcie.
Jeśli jeden z graczy ma mniej niż 24 punktów, przegrywa. Jeśli oboje mają więcej niż 24 punktów następuje remis, w przypadku partii rozgrywanej przez profesjonalistów – grę powtarza się ze zmianą gracza zaczynającego.
Zgodnie z zasadami „wieczny szach” jest niedozwolony. W takiej sytuacji przegrywa gracz, który szachuje.
Również pozycja określana jako „pat” nie oznacza remisu. Strona, która posiada jedynie króla, przegrywa.

## Bierki
Bierki są oznaczane japońskimi znakami (kanji), co może stanowić pewne utrudnienie dla początkujących. Czasami można jednak znaleźć międzynarodowe wersje figur.
Figury biją w ten sam sposób, w jaki się poruszają. Ta zasada tyczy się też pionków.

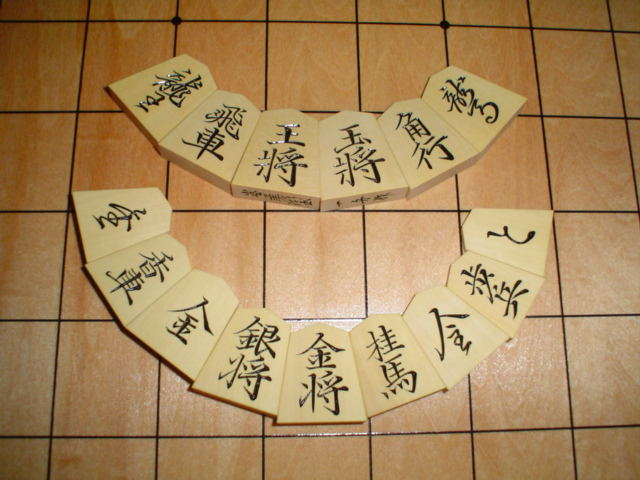
Zbliżenie na pionki. Góra: +R, R, K (panujący), K (rzucający wyzwanie), B, +B. Dół: +L, L, +S, S, G, N, +N, p, +p.

| Nazwa                          | Znak             | Kanji | Rōmaji   | Znaczenie          | Skrót | Skrót      | Skrót |
| ------------------------------ | ---------------- | ----- | -------- | ------------------ | ----- | ---------- | ----- |
| Król (dla silniejszego gracza) | Reigning king    | 王將  | ōshō     | król, generał      | K     | 王         | ō     |
| Król (dla słabszego gracza)    | Challenging king | 玉將  | gyokushō | klejnot, generał   | K     | 玉         | gyoku |
| Wieża                          | Rook             | 飛車  | hisha    | latać, rydwan      | R     | 飛         | hi    |
| Smok (promowana wieża)         | Promoted rook    | 龍王  | ryūō     | smok, król         | +R    | 龍 lub 竜* | ryū   |
| Goniec                         | Bishop           | 角行  | kakugyō  | kąt, iść           | B     | 角         | kaku  |
| Koń (promowany goniec)         | Promoted bishop  | 龍馬  | ryūma    | smok, koń          | +B    | 馬         | uma   |
| Złoty generał                  | Gold general     | 金将  | kinshō   | złoty, generał     | G     | 金         | kin   |
| Srebrny generał                | Silver general   | 銀将  | ginshō   | srebrny, generał   | S     | 銀         | gin   |
| Promowany srebrny              | Promoted silver  | 成銀  | narigin  | promowany srebrny  | +S    | 全         | –     |
| Skoczek                        | Knight           | 桂馬  | keima    | kasja, koń         | N     | 桂         | kei   |
| Promowany skoczek              | Promoted knight  | 成桂  | narikei  | promowany skoczek  | +N    | 圭 lub 今  | –     |
| Lanca                          | Lance            | 香車  | kyōsha   | kadzidło, rydwan   | L     | 香         | kyō   |
| Promowana lanca                | Promoted lance   | 成香  | narikyō  | promowane kadzidło | +L    | 杏 lub 仝  | –     |
| Pionek                         | Pawn             | 歩兵  | fuhyō    | piechota           | p     | 歩         | fu    |
| Promowany pionek (tokin)       | Promoted pawn    | と金  | tokin    | złoty              | +p    | と lub 个  | to    |

## Przygotowanie i rozgrywka
Każdy gracz ustawia swoje figury naprzeciw przeciwnika.
- W najbliższym szeregu ustawia:
  - króla w środku
  - dwóch złotych generałów na przyległych polach do króla
  - dwóch srebrnych generałów przylegle do każdego złotego
  - dwa skoczki przylegle do każdego srebrnego generała
  - dwie lance w rogach, przylegle do skoczków

Pierwsza linia wygląda następująco: | L | N | S | G | K | G | S | N | L |
- W drugim szeregu gracze ustawiają:
  - gońca po lewej stronie gracza, nad skoczkiem
  - wieżę po prawej stronie gracza, nad skoczkiem

Druga linia wygląda następująco:  |   | B |   |   |   |   |   | R |   |
- W trzecim szeregu jest ustawionych dziewięć pionków.

Trzecia linia wygląda następująco:  | P | P | P | P | P | P | P | P | P |
Następuje losowanie zwane furigoma. Silniejszy gracz bierze pięć środkowych pionków i rzuca je na planszę. Zliczana zostaje liczba pionków i tokinów. Jeśli wypadło więcej pionków, silniejszy gracz wykonuje pierwszy ruch. Więcej tokinów oznacza, że silniejszy gracz wykonuje ruch jako drugi.
Rozgrywka odbywa się turami. Podczas każdej tury, gracz ma prawo wykonać ruch pionkiem, który aktualnie znajduje się na planszy (i potencjalnie promować go, pochwycić wrogiego pionka, bądź wykonać oba ruchy jednocześnie) lub też przywrócić pionka, który został pochwycony, na wolne pole planszy. Te opcje przedstawione są szczegółowo poniżej.

### Król
Król porusza się o jedno pole w każdym kierunku dookoła siebie.
|  |   | \| \| \| \| \| \| \| \| ○ \| ○ \| ○ \| \| \| \| ○ \| 玉 \| ○ \| \| \| \| ○ \| ○ \| ○ \| \| \| \| \| \| \| \| |   |  |
|  |   | |   |  |
|  | ○ | ○ | ○ |  |
|  | ○ | 玉 | ○ |  |
|  | ○ | ○ | ○ |  |
|  |   | |   |  |

### Wieża
Wieża poruszać się może dowolną liczbę pól pionowo lub poziomo.
|   |   | \| \| \| │ \| \| \| \| \| \| │ \| \| \| \| ─ \| ─ \| 飛 \| ─ \| ─ \| \| \| \| \\| \| \| \| \| \| \| \\| \| \| \| |   |   |
|   |   | │ |   |   |
|   |   | │ |   |   |
| ─ | ─ | 飛 | ─ | ─ |
|   |   | \| |   |   |
|   |   | \| |   |   |

### Goniec
Goniec może poruszać się o dowolną liczbę pól wzdłuż przekątnych.
|    |    | \| ＼ \| \| \| \| ／ \| \| \| ＼ \| \| ／ \| \| \| \| \| 角 \| \| \| \| \| ／ \| \| ＼ \| \| \| ／ \| \| \| \| ＼ \| |    |    |
| ＼ |    | |    | ／ |
|    | ＼ | | ／ |    |
|    |    | 角 |    |    |
|    | ／ | | ＼ |    |
| ／ |    | |    | ＼ |

### Złoty generał
Porusza się o jedno pole wokół siebie w każdym kierunku oprócz przekątnych w tył.
|  |   | \| \| \| \| \| \| \| \| ○ \| ○ \| ○ \| \| \| \| ○ \| 金 \| ○ \| \| \| \| \| ○ \| \| \| \| \| \| \| \| \| |   |  |
|  |   | |   |  |
|  | ○ | ○ | ○ |  |
|  | ○ | 金 | ○ |  |
|  |   | ○ |   |  |
|  |   | |   |  |

### Srebrny generał
Porusza się o jedno pole wokół siebie w każdym kierunku oprócz pól w lewo, prawo i do tyłu.
|  |   | \| \| \| \| \| \| \| \| ○ \| ○ \| ○ \| \| \| \| \| 銀 \| \| \| \| \| ○ \| \| ○ \| \| \| \| \| \| \| \| |   |  |
|  |   | |   |  |
|  | ○ | ○ | ○ |  |
|  |   | 銀 |   |  |
|  | ○ | | ○ |  |
|  |   | |   |  |

### Skoczek
Skoczek porusza się tylko do przodu, zgodnie z literą „L”. Może przeskakiwać inne figury.
|  |   | \| \| ☆ \| \| ☆ \| \| \| \| \| \| \| \| \| \| \| 桂 \| \| \| \| \| \| \| \| \| \| \| \| \| \| \| |   |  |
|  | ☆ |                                                                                                  | ☆ |  |
|  |   |                                                                                                  |   |  |
|  |   | 桂                                                                                               |   |  |
|  |   |                                                                                                  |   |  |
|  |   |                                                                                                  |   |  |

### Lanca
Może poruszać się o dowolną liczbę pól do przodu. Nie może poruszać się do tyłu lub na boki.
|  |  | \| \| \| │ \| \| \| \| \| \| │ \| \| \| \| \| \| 香 \| \| \| \| \| \| \| \| \| \| \| \| \| \| \| |  |  |
|  |  | │                                                                                                |  |  |
|  |  | │                                                                                                |  |  |
|  |  | 香                                                                                               |  |  |
|  |  |                                                                                                  |  |  |
|  |  |                                                                                                  |  |  |

### Pionek
Porusza się o jedno pole do przodu. Nie może się cofać.
|  |  | \| \| \| \| \| \| \| \| \| ○ \| \| \| \| \| \| 歩 \| \| \| \| \| \| \| \| \| \| \| \| \| \| \| |  |  |
|  |  |                                                                                                |  |  |
|  |  | ○                                                                                              |  |  |
|  |  | 歩                                                                                             |  |  |
|  |  |                                                                                                |  |  |
|  |  |                                                                                                |  |  |

## Promocja
Trzy ostatnie rzędy w obozie przeciwnika to tak zwana strefa promocji. Po wkroczeniu w tę strefę, wyjściu z niej czy wykonaniu w niej ruchu figury mogą ulec promocji. Wszystko zależy od decyzji gracza – niektórych figur nie warto pozbawiać ich „naturalnych” zdolności. Promocja jest obowiązkowa jedynie w wypadku, gdy figura nie ma już możliwości ruchu (skoczek w ostatnich dwóch rzędach, lanca i pion w ostatnim rzędzie). Promocja zostaje anulowana jedynie po zbiciu figury (gracz nie może jej cofnąć na życzenie).
|    |    |    |    |    |    |    |    |    |
|    |    |    |    |    |    |    |    |    |
|    |    |    |    |    |    |    |    |    |
|    |    |    |    |    |    |    |    |    |
|    |    |    |    |    |    |    |    |    |
|    |    |    |    |    |    |    |    |    |
| 歩 | 歩 | 歩 | 歩 | 歩 | 歩 | 歩 | 歩 | 歩 |
|    | 角 |    |    |    |    |    | 飛 |    |
| 香 | 桂 | 銀 | 金 | 玉 | 金 | 銀 | 桂 | 香 |

Figury promuje się poprzez odwrócenie ich na drugą stronę. Pod spodem jest ukryty drugi (najczęściej czerwony) symbol:
- król i złote generały nie ulegają promocji;
- promowane srebrne generały, skoczki, lance, piony poruszają się jak złoty generał;
- promowana wieża porusza się normalnie oraz ma możliwość wykonywania ruchu o jedno pole jak goniec (obrazowo: jak wieża + król);
- promowany goniec porusza się normalnie oraz ma możliwość wykonywania ruchu o jedno pole jak wieża (obrazowo: jak goniec + król).

### Promowana wieża
|   |   | \| \| \| │ \| \| \| \| \| ○ \| │ \| ○ \| \| \| ─ \| ─ \| 龍 \| ─ \| ─ \| \| \| ○ \| │ \| ○ \| \| \| \| \| │ \| \| \| |   |   |
|   |   | │ |   |   |
|   | ○ | │ | ○ |   |
| ─ | ─ | 龍 | ─ | ─ |
|   | ○ | │ | ○ |   |
|   |   | │ |   |   |

### Promowany goniec
|    |    | \| ＼ \| \| \| \| ／ \| \| \| ＼ \| ○ \| ／ \| \| \| \| ○ \| 馬 \| ○ \| \| \| \| ／ \| ○ \| ＼ \| \| \| ／ \| \| \| \| ＼ \| |    |    |
| ＼ |    | |    | ／ |
|    | ＼ | ○ | ／ |    |
|    | ○  | 馬 | ○  |    |
|    | ／ | ○ | ＼ |    |
| ／ |    | |    | ＼ |

Promocja nie jest obowiązkowa. Promocja znika jedynie po zbiciu figury.

## Zrzutki
Pochwycone bierki są w shogi faktycznie wzięte do niewoli. Są one zatrzymane „na ręce” i mogą być przywrócone do gry pod kontrolą gracza, który je pochwycił. Zamiast wykonania zwykłego ruchu bierką na szachownicy, można wystawić do gry jedną ze zbitych przez siebie bierek. Gracz umieszcza bierkę, która wcześniej została przez niego pochwycona,  niepromowaną stroną do góry i zwróconą naprzeciw przeciwnika na dowolnym polu na szachownicy. Jest ona teraz częścią wojsk kontrolowanych przez tego gracza. Ruch ten określany jest jako „zrzutka” albo „wstawienie”. Zrzutki zwiększają liczbę kombinacji i czynią grę bardziej interesującą. 
Istnieje kilka ograniczeń dokonywania zrzutek:
- bierka, która w momencie zbicia była promowana, wraca na planszę bez promocji;
- nie można wstawić piona do kolumny, gdzie już jest niepromowany pion bieżącego gracza (taką niedozwoloną wrzutkę nazywa się nifu „dwa piony”);
- nie można zrzucić piona tak, aby zadał mata;
- nie można położyć bierki tak, żeby nie miała ruchu (skoczka w dwóch ostatnich liniach, lancy i piona w ostatniej);
- zrzucona bierka nie może jednocześnie pochwycić bierki przeciwnika, ani też nie zostanie ona promowana od razu po zrzucie do strefy promocji. Czynności te mogą być wykonane w następnych ruchach, zgodnie z normalnymi zasadami.

## Zamki
Z powodu zrzutek i promocji shōgi są agresywną grą. Zwykle w połowie gry gracze mają wiele wrogich figur w rękach, co umożliwia im atak bezpośredni poprzez zrzutki w obozie przeciwnika.
Dlatego też przed rozpoczęciem walki tworzy się zamek, w którym chowa się króla. Zamek jest to formacja złożona najczęściej z 3 generałów – 2 złotych i srebrnego.
Każdy zamek ma swoje dobre strony, jak i złe. Najważniejszą rzeczą jest ich poznanie, oraz wypracowanie sposobów ataku.

## Handicap
Jeśli gracze znacząco różnią się umiejętnościami, możliwe są gry handicapowe. Silniejszy gracz zaczyna bez pewnych figur. Oczywiście potem może je uzyskać, zbijając je przeciwnikowi, więc nie jest to aż tak duża różnica jak w szachach międzynarodowych.

## Tsume, hisshi
W grze końcowej ważniejsza jest siła zamku i odległość od króla (szybkość) niż przewaga materialna. Ważna staje się inicjatywa. Przeciwnik, który pierwszy zamatuje wroga, wygrywa.
Kombinacje, które pozwalają nam na „wymuszony mat” nazywają się tsume. Polega to na ciągłym szachowaniu króla przeciwnika aż do mata.
Natomiast hisshi polega na ustawieniu figur tak, aby w następnym ruchu nastąpił nieuchronny mat, bądź tsume, prowadzące do mata.
Tsume ma znaczącą przewagę nad hisshi. Jeśli po hisshi gracza przeciwnik osiągnie tsume, to przegrywa. Jednak hisshi daje tę przewagę, że jeśli przeciwnik nie grozi naszemu królowi, a jego król ma dużo dróg ucieczki, to zamiast gonić go ciągłymi szachami, można dać hisshi, blokując ucieczkę z jednej strony.
Tsume (tsume-shōgi) mają różną długość (od trzech do nawet kilku tysięcy ruchów) i trudność (dla szachistów trudne do zauważenia są potencjalnie samobójcze ruchy przeciwnika, które jednak zmieniają kształt jego figur i, w późniejszej grze, umożliwiają mata).

## Shogi w Polsce

### Mistrzostwa Polski
Historycznie mistrzostwa Polski w shogi należy podzielić na 5 etapów:
1. Mistrzostwa odbywające się za pośrednictwem portalu internetowego www.kurnik.pl (od 2007)
2. Mistrzostwa odbywające się na żywo bez szczególnego uwzględnienia uczestniczących w nich juniorów (od 2012)
3. Mistrzostwa odbywające się na żywo z uwzględnieniem uczestniczących w nich juniorów (od 2015)[3]
4. Mistrzostwa juniorów odbywają się jako osobny turniej (od 2017)
5. Mistrzostwa juniorów odbywają się jako osobny turniej z podziałem na kategorie wiekowe: U9, U12, U15, U18 (od 2018)
6. Z powodu niskiej frekwencji juniorów zawieszona została organizacja Mistrzostw Juniorów(od 2020)

| Rok  | Mistrz Polski          | Wicemistrz Polski | III miejsce           | IV miejsce            | Miejsce gry    |
| ---- | ---------------------- | ----------------- | --------------------- | --------------------- | -------------- |
| 2007 | Paweł Agnieszczak      | Adrian Wołoszyn   | P. Truskawka          | P. Dzano              | Internet       |
| 2008 | Adrian Wołoszyn        | Paweł Agnieszczak | Andrzej Szczepanowski | Karolina Styczyńska   | Internet       |
| 2009 | Karolina Styczyńska    | Adrian Wołoszyn   | Mariusz Stanaszek     | Andrzej Szczepanowski | Internet       |
| 2010 | Karolina Styczyńska    | Paweł Agnieszczak | Krzysztof Sieja       | –                     | Internet       |
| 2011 | Karolina Styczyńska    | Paweł Agnieszczak | Jakub Telinga         | Mariusz Stanaszek     | Internet       |
| 2012 | Karolina Styczyńska    | Adrian Wołoszyn   | Paweł Agnieszczak     | Paweł Kozioł          | Warszawa       |
| 2013 | Mariusz Stanaszek      | Henryk Piskorz    | Paweł Rymarowicz      | Robert Ciombor        | Kraków         |
| 2014 | Adrian Wołoszyn        | Paweł Agnieszczak | Mariusz Stanaszek     | Artur Kosior          | Warszawa       |
| 2015 | Adrian Wołoszyn        | Krzysztof Sieja   | Kamil Michaluk        | Mariusz Stanaszek     | Wrocław        |
| 2016 | Wojciech Jedynak       | Adam Dziwoki      | Adrian Wołoszyn       | Krzysztof Sieja       | Kraków         |
| 2017 | Kamil Michaluk         | Adam Dziwoki      | Krzysztof Sieja       | Karol Stanclik        | Warszawa       |
| 2018 | Kamil Michaluk         | Karol Stanclik    | Adam Dziwoki          | Rafał Śliwiński       | Wrocław        |
| 2019 | Adam Dziwoki           | Wojciech Jedynak  | Grzegorz Adaszewski   | Mariusz Stanaszek     | Kraków         |
| 2020 | -                      | -                 | -                     | -                     | Nie odbyły się |
| 2021 | Adam Dziwoki           | Krystian Kuźmicz  | Paweł Agnieszczak     | Miłosz Roman          | Warszawa       |
| 2022 | Adam Dziwoki           | Krzysztof Sieja   | Mariusz Stanaszek     | Patryk Korcyl         | Wrocław        |
| 2023 | Adam Dziwoki           | Krzysztof Sieja   | Mariusz Stanaszek     | Paweł Agnieszczak     | Kraków         |
| 2024 | Maxim Shaparau         | Adam Dziwoki      | Krystian Kuźmicz      | Paweł Agnieszczak     | Warszawa       |
| 2025 | Fryderyk Makólski-Toho | Kamil Michaluk    | Adam Dziwoki          | Michał Ołtarzewski    | Wrocław        |

| Rok  | Mistrz Polski Juniorów     | Wicemistrz Polski Juniorów | III miejsce                | IV miejsce                   | Miejsce gry |
| ---- | -------------------------- | -------------------------- | -------------------------- | ---------------------------- | ----------- |
| 2015 | Kacper Górzyński           | Michał Mordarski           | Szymon Wójtowicz           | Łukasz Marczak               | Wrocław     |
| 2016 | Patryk Korcyl              | Szymon Wójtowicz           | Michał Mordarski           | Łukasz Marczak               | Kraków      |
| 2017 | Karol Stanclik             | Adam Woźniak               | Patryk Korcyl              | Marek Gromadzki              | Warszawa    |
| 2018 | Samuel Pietrasiak – U9     | –                          | –                          | –                            | Wrocław     |
| 2018 | Michał Niebrzydowski – U12 | Olga Kraszewska – U12      | Kamil Henike – U12         | Wiktor Wolicki – U12         | Wrocław     |
| 2018 | Szymon Wójtowicz – U15     | Michał Mordarski – U15     | Paweł Wyatt – U15          | Micheasz Pietrusiak – U15    | Wrocław     |
| 2018 | Dawid Paradowski – U18     | Kornel Krawiec – U18       | Patryk Korcyl – U18        | Cyprian Doruch – U18         | Wrocław     |
| 2019 | Franciszek Mordarski – U12 | Kazimierz Podurgiel – U12  | Aleksander Zakrzewski -U12 | Ksawery Wojtas – U12         | Warszawa    |
| 2019 | Michał Mordarski – U15     | Michał Niebrzydowski – U15 | Tymon Kłoda -U15           | Maksymilian Kołczyński – U15 | Warszawa    |
| 2019 | Patryk Korcyl – U18        | –                          | –                          | –                            | Warszawa    |

### 2010
- Powstaje pierwszy podręcznik o shogi autorstwa Adriana Wołoszyn pod nazwą "Każdy może grać Szachy Japońskie Shogi Podręcznik dla początkujących"[4]

### 2011
- Karolina Styczyńska otrzymuje pierwszy w historii Polski amatorski dan

### 2012
- Polska organizuje swoje pierwsze mistrzostwa Europy i otwarte mistrzostwa świata
- Mistrzostwa Polski zostają przeniesione z Internetu do rozgrywek na żywo

### 2013
- Zarejestrowany został Polski Związek Shogi z inicjatywy Mariusza Stanaszka

### 2014
- Karolina Styczyńska zostaje mistrzem świata amatorów i mistrzem Europy

### 2015
- Karolina Styczyńska zostaje pierwszym w historii profesjonalnym graczem spoza Japonii
- Do grona graczy posiadających stopień dan dołączyli Krzysztof Sieja i Adrian Wołoszyn

### 2016
- Reprezentacja Polski przystąpiła do „Światowej Ligi Shogi”. Zostały utworzone dwie 3-osobowe drużyny.

Składy drużyn wraz z graczami rezerwowymi:
- Poland 1 – Krzysztof Sieja, Adam Dziwoki, Paweł Agnieszczak, Kamil Michaluk
- Poland 2 – Wojciech Jedynak, Mariusz Stanaszek, Grzegorz Adaszewski

Drużyna Poland 1 zajęła 9. miejsce na 12 drużyn w Dywizji A
Drużyna Poland 2 zajęła 5. miejsce na 10 drużyn w Dywizji C
- 23–24.07 odbyły się pierwsze samodzielne Otwarte Mistrzostwa Polski Juniorów
- Odbyły się tego roku 26 turnieje rankingowe[7]
- Do grona graczy posiadających stopień dan dołączyli Kamil Michaluk[8], Adam Dziwoki[9] i Wojciech Jedynak[10]

### 2017
- Reprezentacji Polski przystąpiła do II edycji „Światowej Ligi Shogi”. Zostały utworzone trzy 3-osobowe drużyny.

Składy drużyn wraz z graczami rezerwowymi:
- Poland 1 – Krzysztof Sieja, Adam Dziwoki, Paweł Agnieszczak, Kamil Michaluk
- Poland 2 – Wojciech Jedynak, Mariusz Stanaszek, Grzegorz Adaszewski
- Poland 3 – Norbert Rzechuła, Błażej Sałek, Rafał Śliwiński
- Do grona graczy posiadających stopień dan dołączył Karol Stanclik[11] posiadający do końca roku 2017 status junior
- Podczas Mistrzostw Europy Juniorów Polscy zawodnicy zdobyli medale: Adam Woźniak-złoty(U18), Karol Stanclik-brązowy(U18)

### 2018
- Reprezentacja Polski przystąpiła do III edycji „Światowej Ligi Shogi” w składzie Karol Stanclik, Rafał Śliwiński i Krzysztof Sieja[12].
- Zmieniła się formuła Mistrzostw Polski i Mistrzostw Polski Juniorów – dwa turnieje organizowane w osobnym terminie.
- Mistrzostwa Polski Juniorów zostały podzielone na 4 osobne kategorie U9, U12, U15, U18.
- Dawid Paradowski jako pierwszy junior w historii otrzymał stopień 2 dan.
- Podczas Mistrz Europy Juniorów Polscy zawodnicy zdobyli medale: Michał Mordarski – srebrny (U15), Łukasz Marczak – brązowy (U15).
- Po raz pierwszy do Mistrzostw Europy zakwalifikowało się trzech polskich zawodników – Dawid Paradowski, Adrian Wołoszyn, Wojciech Jedynak.

### 2019
- Do grona graczy posiadających stopień dan dołączył Rafał Śliwiński[13]
- W trakcie XI Cracovii został pobity rekord frekwencji liczby zawodników na turnieju organizowanym w Polsce, nie będącym mistrzostwami Europy. W turnieju wzięło udział 42 zawodników z 9 różnych krajów[14].

### 2020
- Z powodu niskiej aktywność juniorów została podjęta decyzja o zawieszeniu Mistrzostw Polski Juniorów
- Z powodu sytuacji związanej z ograniczeniami epidemiologicznymi spowodowanymi pandemią Covid 19[15] zarząd związku podjął decyzję o odwołaniu mistrzostw Polski[16]
- Zamiast Mistrzostw Polski zostały zorganizowane I Aktywne Internetowe Mistrzostwa Polski w Shogi, które wygrał Krzysztof Sieja[17]
- Zamiast Mistrzostw Europy zostały zorganizowane Mistrzostwa w Blitzu online. Reprezentant Polski Adam Dziwoki zajął 3. miejsce[18]

### 2021
- Do grona graczy posiadających stopień dan dołączył Miłosz Roman[19]
- Adam Dziwoki jako pierwszy gracz w historii Polski osiągnął poziom 3 dan[20]
- W wyniku niejasnej sytuacji pandemicznej w 2021 roku odbyły się II Aktywne Internetowe Mistrzostwa Polski w Shogi, które wygrał debiutujący Szymon Brejdak[21]
- W wyniku zakończenia obostrzeń związanych z Covid-11, w tym samym roku zostały zorganizowane także Mistrzostwa Polski w Shogi w Warszawie[22]

### 2023
- Do grona graczy posiadających stopień dan dołączyli Paweł Agnieszczak i Krzysztof Ząbek[23]

### 2024
- Do grona graczy posiadających stopień dan dołączył Michał Ołtarzewski i Krystian Kuźmicz[24]
- Maxim Shaparau jest pierwszym graczem w historii Polski, który zmienił federację z białoruskiej na polską[25]
- Powstaje drugi podręcznik o shogi autorstwa Grzegorza Adaszewskiego pod nazwą "Szachy japońskie - shogi. Odkryj ich tajemnice. Poradnik metodyczny."  Po raz pierwszy zostały opisane nie tylko podstawy dla początkujących, a także zagadnienia z zakresu metodyki nauczania shogi[26]